# Simatic Step 7
Simatic Step 7 — пакет програмного забезпечення компанії Siemens, яке призначене для розробки систем на базі програмованих логічних контролерів Simatic та інших з подібною архітектурою. Випускається з інтерфейсом на англійській, німецькій, французькій, італійській та іспанській мовах. Існують наступні версії програми:
- STEP 7 Micro/DOS і STEP 7 Micro/Win — призначений для відносно невеликих проектів на базі контролерів Simatic S7-200.
- STEP 7 для SIMATIC S7-300/S7-400, SIMATIC M7-300/M7-400 та SIMATIC C7 — розширений функціонал.

## Програмування контролерів
Програма дозволяє розробляти та обслуговувати системи автоматизації на основі програмованих логічних контролерів Simatic S7-300 і Simatic S7-400 фірми Siemens. У першу чергу це роботи з програмування контролерів. Програмування контролерів проводиться з редактора програм, який забезпечує написання програм на трьох мовах:
- FBD — мова блочних діаграм
- LAD — мова релейно-контактної логіки
- STL — високорівнева мова списку інструкцій

Також програма може підтримувати такі мови, як SCL, GRAPH 7, HiGraph 7, CFC

## Step 7 MicroWin
Програмне забезпечення Siemens для програмування контролерів Simatic S7-200. По суті, окрема від Simatic 7 програма.